# Lista hotelurilor din București
Aceasta este o listă a hotelurilor de 5 stele din București. Lista, nu se dorește a fi una exhaustivă, ci una care prezintă cele mai importante hoteluri din București.
- Athenee Palace Hilton Bucharest
- Casa Capșa
- Hotel Carol Parc
- Hotel Crowne Plaza
- Hotel Howard Johnson
- Hotel Intercontinental
- Hotel JW Marriott
- Hotel Radisson SAS
- Hotel Ramada
- Hotel Rin Central
- Hotel World Trade Center Sofitel
- Hotel Epoque [1][2]
- Hotel Intim (fost Regina) [3]